# La signora dal cagnolino
La signora dal cagnolino (Дама с собачкой, Dama s sobačkoj) è un film del 1960 diretto da Iosif Chejfic. 
Il soggetto del film è tratto dal racconto omonimo di Anton Čechov pubblicato nel 1899.

## Trama
Durante un soggiorno estivo a Jalta il moscovita Dmitrij Gurov conosce la giovane e graziosa Anna Sergeevna, con la quale inizia una relazione. Entrambi sposati, Gurov e Anna trascorrono malinconicamente gli ultimi giorni di vacanza prima di tornare dalle proprie famiglie.
Rientrato in città e ripreso il lavoro, Gurov sembra quasi aver dimenticato la sua amante, anche per via della lontananza che li separa (lei infatti vive a Saratov). Col passare del tempo, però, il ricordo di Anna riaffiora sempre più vivo fino a mutarsi in un acceso desiderio di rivederla nuovamente.
A Saratov, dove si è recato, Gurov incontra Anna a teatro e lei gli promette che presto verrà a Mosca a trovarlo.
I due amanti iniziano così a frequentarsi in segreto nelle stanze degli alberghi cittadini, ma per Anna diventa sempre più difficile trovare un pretesto con cui allontanarsi dal marito. In quello che potrebbe essere l'ultimo incontro, Gurov e Anna, pur consapevoli delle difficoltà che troveranno sul loro cammino, promettono di continuare a incontrarsi e ad amarsi.

## Distribuzione
Il film uscì in Unione Sovietica il 28 gennaio 1960; nel maggio dello stesso anno venne presentato in concorso alla 13ª edizione del Festival di Cannes; uscì nelle sale italiane il 25 maggio del 1961.

## Riconoscimenti
- 1960 - Festival di Cannes
  - Prix de la meilleure participation